# Aspidiotus destructor
Espèce
Aspidiotus destructor, aussi appelé cochenille transparente du cocotier est une espèce d'insecte hémiptère de la famille des Diaspididae, et de la super-famille des cochenilles (Coccoidea), d'origine asiatique.
Cette cochenille, à répartition pantropicale et qui a une vaste gamme de plantes-hôtes, est notamment un ravageur du cocotier et du bananier.

## Description
L'adulte femelle est recouvert d'une carapace légèrement convexe, très mince et translucide de forme presque circulaire, de 1,5 à 2,0 mm de diamètre. L'adulte femelle de couleur jaunâtre est visible sous la carapace et mesure de 0,6 à 1,1 mm de long.
L'adulte mâle, de couleur rougeâtre, est plus petit que la femelle et est recouvert d'une carapace de forme ovale. Il possède une paire d'ailes et, au contraire de la femelle, il quitte le bouclier quand il est pleinement développé,.

## Biologie
Le cycle biologique d' Aspidiotus destructor dure de 32 à 35 jours. Selon certaines études, le cycle biologique des femelles serait plus long que celui des mâles (32 et 27 jours respectivement). Le stade larvaire dure environ 24 jours chez le mâle qui subit trois mues, et un plus longtemps chez la femelle qui ne subit que deux mues.
La femelle pond en moyenne 90 œufs, disposés en cercle. Les larves éclosent après une période d'incubation de cinq à huit jours chez les deux sexes. Le premier stade larvaire est celui de la dispersion, les larves ayant des pattes. Elles rampent sous le bouclier pour se disperser à l'extérieur, jusqu'à 1 m de distance et coloniser la face inférieure des feuilles et des jeunes pousses. Elles se fixent en enfonçant leurs stylets dans les tissus de la plante et les femelles y restent définitivement, tandis que les mâles s'envolent après la mue imaginale
Le nombre de générations annuelles est variable selon les conditions de milieu et les plantes hôtes. Dans des conditions tropicales, la reproduction est continue. On a observé jusqu'à dix générations par an sur cocotier aux îles Fidji ou aux Nouvelles-Hébrides, trois générations en Chine sur des arbres du genre Actinidia, les femelles fécondées hibernant sur les tiges, et seulement une génération au Japon sur théier.

### Plantes hôtes
Aspidiotus destructor est une espèce très polyphage qui admet une vaste gamme de plantes hôtes, en particulier des espèces d'arbres fruitiers tropicaux, telles que agrumes (genre Citrus spp.), arbre à pain, avocatier, bananier, goyavier, manguier, papayer. On l'a trouvé sur au moins 75 genres de plantes appartenant à 44 familles.
Le cocotier (Cocos nucifera) est la principale espèce attaquée par cet insecte qui se fixe à la face inférieure des feuilles.

### Ennemis naturels
On connait de très nombreux ennemis naturels d' Aspidiotus destructor, principalement des insectes, mais aussi des champignons entomopathogènes. Dans la région de Hawaï, 40 espèces de prédateurs et de parasites ont été signalées, dont plusieurs ont été utilisées dans des programmes de lutte biologique. Parmi les plus importants figurent de nombreuses espèces de coccinelles prédatrices de la famille des Coccinellidae, notamment Chilocorus cacti, Chilocorus malasiae, Chilocorus nigritus, Coccidophilus cariba, Cryptognatha gemellata, Cryptognatha nodiceps, Lindorus lophanthae, Pseudoscymnus anomalus, Rhyzobius satelles, Telsimia nitida, des thrips prédateurs, comme Aleurodothrips fasciapennis (Phlaeothripidae),  et des hyménoptères parasitoïdes, tels que  Aphytis chrysomphali, Encarsia citrina (Aphelinidae),  Comperiella unifasciata  (Encyrtidae),.

## Taxinomie
Aspidiotus destructor a été décrit pour la première fois en 1869 par l'entomologiste français Victor Antoine Signoret à partir de spécimens collectés dans l'île de La Réunion sur des cocotiers et d'autres palmiers par le Dr Vinson.
De nombreux synonymes ont été créés au cours des années du fait de l'existence d'une grande variété de formes intermédiaires,.

### Synonymes
Selon Invasive Species Compendium et Catalogue of Life (7 juillet 2014) :
- Aspidiotus transparens Green, 1890
- Aspidiotus cocotis Newstead, 1893
- Aspidiotus fallax Cockerell , 1893[9]
- Aspidiotus lataniae Green, 1896
- Aspidiotus destructor fallax Cockerell, 1896
- Aspidiotus vastatrix Leroy, 1896
- Aspidiotus destructor Cockerell, 1897
- Aspidiotus transparens Cockerell, 1897
- Aspidiotus destructor Leonardi, 1898
- Aspidiotus simillimus translucens Fernald
- Aspidiotus translucens Cockerell & Robinson, 1915
- Aspidiotus destructor transparens Green, 1915
- Aspidiotus translucens Ferris, 1941
- Aspidiotus watanabei Takagi, 1969
- Aspidiotus destructor Williams & Watson, 1988
- Aspidiotus coccotis Danzig, 1993
- Aspidiotus transparens simillimus Danzig, 1993
- Aspidiotus vastatrex Tao, 1999
- Temnaspidiotus destructor (Signoret) Borchsenius

### Sous-espèce
Une sous-espèce, Aspidiotus destructor subsp. rigidus, a été décrite par Reyne en 1947 à la suite d'une pullulation de cette cochenille dans les cocoteraies des îles Sangi (Nord de Célèbes). Très proche morphologiquement des autres souches d' Aspidiotus destructor, elle en diffère surtout par la biologie. Cette sous-espèce a été reclassée comme espèce, Aspidiotus rigidus, par Borchsenius en 1966,.

## Distribution
L'aire de répartition d' Aspidiotus destructor s'étend sur toutes les zones tropicales et subtropicales du monde, en particulier dans les îles. Cette cochenille est présente notamment en Chine, au Japon et dans le Sud-Est asiatique, dans le sous-continent indien, en Afrique tropicale et équatoriale, ainsi qu'en Amérique du Nord, en Amérique centrale et dans les Antilles, ainsi qu'en Amérique du Sud et en Australie.
Dans l'océan Pacifique, on la rencontre notamment dans les îles Fidji, à Hawaï, en Nouvelle-Calédonie, en Nouvelle-Guinée occidentale, en Papouasie-Nouvelle-Guinée, en Polynésie française, dans les îles Salomon et Samoa, ainsi qu'au Vanuatu.
La dispersion de cette cochenille se fait principalement par des vecteurs tels que oiseaux, insectes et chauves-souris.
Les activités humaines peuvent aussi contribuer à cette dispersion par le transport des végétaux de pépinières ou de produits manufacturés en matière végétale tels que des paniers en feuilles de cocotier. Le vent pourrait aussi être un facteur de dispersion.